# 암행어사와 흑두건
"암행어사와 흑두건"은 한국에서 제작된 김기풍 감독의 1969년 영화이다. 장동휘 등이 주연으로 출연하였고 성동호 등이 제작에 참여하였다.

## 출연

### 주연
- 장동휘
- 박병호

## 기타
- 조명: 김강일
- 미술: 김호균